# Zoot Sims in Paris - 1956
Zoot Sims in Paris è un album di Zoot Sims, pubblicato dalla EMI France Records nel 1990.

## Tracce
1. Charlie Went to Cherbourg – 6:45 (Henri Renaud, Zoot Sims) – Registrato il 15 marzo 1956 a Parigi, Francia
2. Crazy Rhythm – 7:50 (Irving Caesar, Joseph Meyer, Roger Wolfe Kahn) – Registrato il 15 marzo 1956 a Parigi, Francia
3. I've Found a New Baby – 7:30 (Jack Palmer, Spencer Williams) – Registrato il 15 marzo 1956 a Parigi, Francia
4. Charlie Was in Rouen – 8:55 (Henri Renaud, Zoot Sims) – Registrato il 15 marzo 1956 a Parigi, Francia
5. Captain Jetter – 5:00 (Henri Renaud) – Registrato il 16 marzo 1956 a Parigi, Francia
6. Nuzzolese Blues – 7:20 (Henri Renaud, Jon Eardley, Zoot Sims) – Registrato il 16 marzo 1956 a Parigi, Francia
7. Everything I Love – 4:16 (Cole Porter) – Registrato il 16 marzo 1956 a Parigi, Francia
8. On the Alamo – 5:32 (Gus Kahn, Isham Jones) – Registrato il 16 marzo 1956 a Parigi, Francia
9. Evening in Paris – 3:20 (Quincy Jones) – Registrato il 16 marzo 1956 a Parigi, Francia
10. My Old Flame – 3:21 (Arthur Johnston, Sam Coslow) – Registrato il 16 marzo 1956 a Parigi, Francia
11. Little Jon Special – 4:55 (Jon Eardley) – Registrato il 16 marzo 1956 a Parigi, Francia

## Musicisti
Brani nr. 1, 2, 3 e 4
- Zoot Sims - sassofono tenore
- Henri Renaud - pianoforte
- Jon Eardley - tromba
- Eddie De Haas - contrabbasso
- Charles Saudrais - batteria[2]

Brani nr. 5, 6, 7, 8, 9, 10 e 11
- Zoot Sims - sassofono tenore
- Henri Renaud - pianoforte
- Jon Eardley - tromba (tranne nel brano: Evening in Paris)
- Benoit Quersin - contrabbasso
- Charles Saudrais - batteria[3]